# Wojciech Florkowski
Wojciech Jan Florkowski (ur. 1961 w Krakowie) – polski fizyk, profesor nauk fizycznych, profesor zwyczajny Uniwersytetu Jagiellońskiego.

## Życiorys
W 1985 ukończył studia z zakresu fizyki na Uniwersytecie Jagiellońskim. Doktoryzował się w 1988 pod kierunkiem prof. Wiesława Czyża na podstawie pracy poświęconej produkcji cząstek dziwnych i powabnych w skrajnie relatywistycznych zderzeniach ciężkich jonów. Stopień naukowy doktora habilitowanego uzyskał w 1997 w Instytucie Fizyki Jądrowej im. Henryka Niewodniczańskiego PAN w oparciu o rozprawę zatytułowaną Description of hot Compressed Hadronic Matter Based on an Effective Chiral Lagrangian. Tytuł naukowy profesora nauk fizycznych otrzymał 20 sierpnia 2003. Specjalizuje się w fizyce teoretycznej.
W 1989 podjął pracę w Instytucie Fizyki Jądrowej im. Henryka Niewodniczańskiego PAN w Krakowie. W drugiej połowie lat 90. przebywał na stażach naukowych w Instytucie Badań Ciężkich Jonów w Darmstadt i na Uniwersytecie w Heidelbergu. W 2003 został zatrudniony na Akademii Świętokrzyskiej, przekształconej następnie w Uniwersytet Jana Kochanowskiego w Kielcach. W kadencji 2005–2008 był wicedyrektorem ds. naukowych Instytutu Fizyki na Wydziale Matematyczno-Przyrodniczym UJK.
W 1993 uhonorowany Nagrodą im. Henryka Niewodniczańskiego za wybitne osiągnięcia naukowe. W 2009 wraz z prof. Wojciechem Broniowskim otrzymał Nagrodę im. Mariana Mięsowicza PAU za pracę pt. Description of the RHIC p⊥ Spectra in a Thermal Model with Expansion („Physical Review Letters”). Do momentu złożenia wniosku o nagrodę artykuł uzyskał 120 cytowań. Opublikował m.in. monografię pt. Phenomenology of Ultra-Relativistic Heavy-Ion Collisions (2010), za którą w 2011 otrzymał nagrodę ministra nauki i szkolnictwa wyższego.
W 2013 kierowany przez niego zespół badaczy uzyskał grant Narodowego Centrum Nauki w kwocie 1,7 mln zł na realizację projektu: „Geneza procesów termalizacji w materii oddziałującej silnie”.
W 2015 został odznaczony Złotym Krzyżem Zasługi.